# Liloan
Liloan (Bayan ng Liloan) är en kommun i Filippinerna. Kommunen tillhör provinsen Cebu och ligger på ön med samma namn. Folkmängden uppgår till 64 970 invånare.
Liloan är indelat i 14 barangayer.

## Bildgalleri

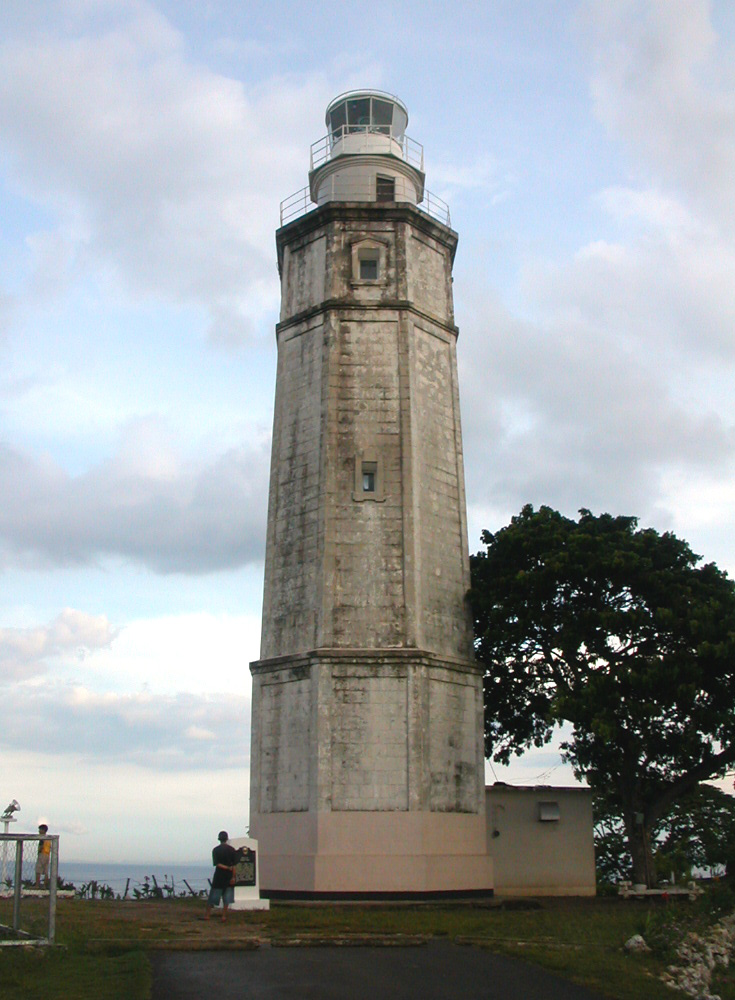
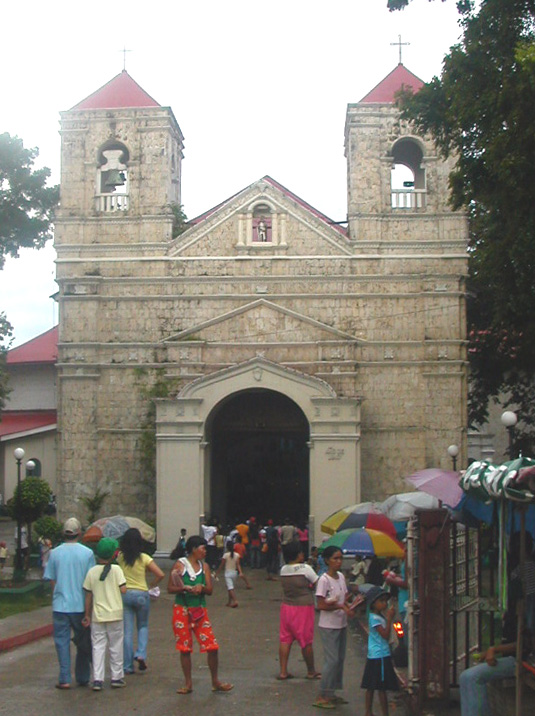